# Słobódka (rejon głębocki)
Słobódka – dawny majątek i wieś. Tereny, na których był położony, leżą obecnie na Białorusi, w obwodzie witebskim, w rejonie głębockim, w sielsowiecie Hołubicze.

## Historia
W czasach zaborów w granicach Imperium Rosyjskiego.
W dwudziestoleciu międzywojennym wieś leżała w Polsce, w województwie wileńskim, w powiecie dziśnieńskim, do 11 kwietnia 1929 w gminie Dokszyce, następnie w gminie Hołubicze.
Według Powszechnego Spisu Ludności z 1921 roku zamieszkiwało:
- wieś – tu 65 osób, 1 była wyznania rzymskokatolickiego a 64 prawosławnego. Jednocześnie 1 mieszkaniec zadeklarował polską przynależność narodową a 64 białoruską. Było tu 10 budynków mieszkalnych[3]. W 1931 w 11 domach zamieszkiwało 79 osób[4].
- majątek – tu 29 osób, wszystkie były wyznania rzymskokatolickiego. Jednocześnie 6 mieszkańców zadeklarowało polską przynależność narodową a 23 białoruską. Było tu 5 budynków mieszkalnych[3]. W 1931 w 3 domach zamieszkiwały 32 osoby[4].

Miejscowość należała do parafii rzymskokatolickiej w m. Zaszcześle i prawosławnej w Hołubiczach. Podlegała pod Sąd Grodzki w Głębokiem i Okręgowy w Wilnie; właściwy urząd pocztowy mieścił się w Hołubiczach.